# Lapeyrouse-Mornay
Lapeyrouse-Mornay település Franciaországban, Drôme megyében. Lakosainak száma 1188 fő (2022. január 1.). Lapeyrouse-Mornay Épinouze, Manthes, Beaurepaire, Jarcieu és Pact községekkel határos.

## Népesség
A település népességének változása:
| Lakosok száma | 597  | 615  | 723  | 1015 | 1207 | 1214 | 1219 | 1221 | 1210 | 1188 |
|               | 1968 | 1982 | 1990 | 2006 | 2013 | 2015 | 2017 | 2019 | 2020 | 2022 |